# Harvest (樹海のアルバム)
『harvest』（ハーベスト）は、樹海の2枚目のアルバム。

## 概要
2007年12月12日に発売された。作詞は愛未、作曲は出羽良彰、編曲は出羽良彰・本間昭光（M-2）。
本作は「ヒメゴト」以外全て出羽単独による編曲の楽曲が収録されており、前作『Wild flower』よりもセルフプロデュース志向が強い。初回限定盤（CD+特典DVD）・通常盤（CDのみ）の2形態が同時リリースされている（ジャケットやデザインはそれぞれ異なるが、CD収録内容は同一である）。特典DVDには4曲のプロモーションビデオが収録されている。プロモーションビデオの映像作品化は樹海にとって初のことである。
作品のテーマとしては「ライブ感」を前提に置いて制作された。これは2007年7月7日に行われた『Animelo Summer Live 2007 -Generation-A-』に参加したことが大きなきっかけとなっており、もっと観客と一緒に楽しめるような作品にしたいと考えていたためである。作詞に関しては愛未曰く「陰と陽のコントラストがはっきりしている」とコメントしている。

## 収録曲
CD
1. 光合成
2. ヒメゴト
3. こもりうた
4. ループ
5. WHAT A DAY!!
6. うまれてストーリー
7. 初恋
8. 心灯歌-しんとうか-
9. 愛の星
10. R★S
11. ハナムケのメロディー
12. Winter Song
13. 咲かせてはいけない花

特典DVD（初回限定盤のみ付属）
1. 「あなたがいた森」PV
2. 「恋人同士」PV
3. 「ホシアカリ」PV
4. 「ヒカリ」(Fate/stay night version)